# 无制服日
穆夫提天（Mufti day）也被叫作无制服日、便服日，这一天学校允许学生穿自己的衣服上学（不穿校服）。通常，学生们会被要求付一点点钱用来捐款。很多国家和地區都有这个日子，包括：英国、加拿大、澳大利亚、新西兰、中国和香港等，而香港的學校只有小学所籌得的款項便會捐給香港公益金。